# Inconformistas de los años 1930
La historiografía francesa contemporánea designa bajo el nombre de «inconformistas de los años 1930» (en francés: non-conformistes des années 1930), en referencia a la obra epónima de Jean-Louis Loubet del Bayle, a una nebulosa de grupos, individuos y revistas francesas de inspiración «personalista», aparecidos entre 1930 y 1934  que buscaban nuevas soluciones al  margen de los movimientos de ideas establecidas para enfrentar la crisis política, económica y social. 
El nombre fue acuñado en 1969 para describir un movimiento que giraba en torno al personalismo de Emmanuel Mounier. Intentaron encontrar una "tercera alternativa (comunitaria)" entre el socialismo y el capitalismo, y se opusieron tanto al liberalismo / parlamentarismo / democracia como al fascismo.

## El antes de la guerra
Se pueden distinguir tres corrientes:
- La revista Esprit que se constituye a partir de 1931 en torno a Emmanuel Mounier, y al cual se tiende hoy a reducir el personalismo de los años 1930.
- El Orden nuevo creado bajo el impulso organizador de Alexandre Marc a partir de una base teórica fundada particularmente sobre la reflexión de Robert Aron y de Arnaud Dandieu, siendo la obra de este último interrumpida por su muerte en 1933.
- Lo que Emmanuel Mounier llamará la «Joven Derecha», que reunirá a jóvenes intelectuales más o menos disidentes de la Acción francesa, Jean de Fabrègues, Jean-Pierre Maxence, Thierry Maulnier, en torno a revistas como Les Cahiers, Réaction pour l'ordre, La Revue Française, La Revue du Siècle.

Frente a lo que percibían como una «crisis de civilización», estos jóvenes intelectuales presentaban, a pesar de ciertas discrepancias, un «frente común», de ruptura con el «desorden establecido» que les parecía representado por las instituciones capitalistas y parlamentarias de una sociedad liberal e individualista, cuyos fundamentos institucionales les aparecían tan frágiles y «inhumanos» como los fundamentos culturales presos de un materialismo y un nihilismo destructores.
Rechazando paralelamente las tentativas «estatistas» de respuesta «total» del comunismo o del fascismo, ellos poseían la ambición, para remediar esta «crisis del hombre en el siglo XX», de suscitar una «revolución espiritual», transformando simultáneamente las cosas y los hombres, que tenía que encontrar su inspiración filosófica en una concepción «personalista» del hombre y de sus relaciones con la naturaleza y la sociedad, y traducirse en la construcción de un «orden nuevo», más allá del individualismo y del colectivismo, orientado hacia una organización  «federalista», «personalista y comunitaria» de los informes sociales.
Después de la crisis del 6 de febrero de 1934, frente a los acontecimientos, los itinerarios de estos intelectuales divergieron. Sin embargo su influencia ulterior no ha sido despreciable, aunque se ha manifestado de manera poco profusa. Sobre la base de los debates intelectuales anteriores a la guerra, algunas de las experiencias "comunitarias" del régimen de Vichy (política de la juventud, Jeune France, Uriage); Del mismo modo, ciertos programas de la Resistencia (Combate, Defensa de Francia, la OCM) no estarán exentos de ver reaparecer a los hombres y las ideas de los años treinta
Sin embargo, es necesario no confundir las corrientes de inspiración libertaria, para las cuales la comunidad debe ser participativa y autogestionada, de las corrientes de inspiración conservadora que consideran, por el contrario, que la autoridad no debe diluirse en una participación excesiva; para los segundos, la comunidad hace posible dar a cada uno un lugar, pero no discutir las reglas, que se derivan de la naturaleza y/o religión humana, como sugirió Charles Maurras. Del mismo modo, no solo porque Vichy creó las pensiones de reparto no significa que el dispositivo sea esencialmente fascista. El trabajo social de Vichy fue guiado por una gran preocupación por la autoridad y la jerarquía, que es lo opuesto a las ideas libertarias.

## Herencia
Después de la guerra, varios de estos inconformistas resultarán militantes de los movimientos federalistas europeos (Robert Aron, Daniel-Rops, Jean de Fabrègues, Alexandre Marc, Thierry Maulnier, Denis de Rougemont). La revista Esprit, incluso tomando distancias con parte de su herencia, contribuirá a los debates de la IV y de la V República sobre la llegada de una «nueva izquierda» e influirá sobre lo que en los años 1980 se llamará la «segunda izquierda».
Después de 1968, ciertas corrientes ecologistas se atarán a este «espíritu de los años 30»: Denis de Rougemont o Jacques Ellul. Esta influencia se ha ejercido también sobre la corriente de la democracia cristiana y sobre sus prolongamientos. Más allá de las fronteras de Francia, el personalismo de los años 30 encontrará también audiencia, por ejemplo, en Quebec en los años 1930-1970 o entre los medios de disidentes de Europa del Este, mientras que no será  ajeno a la evolución de la reflexión de los medios católicos durante la segunda mitad del siglo XX.

## Lista no exhaustiva de los «inconformistas»
- Raymond Abellio
- Pierre Andreu
- Robert Aron
- Gérard Bardet
- Maurice Blanchot
- Étienne Borne
- Jean Coutrot
- Arnaud Dandieu
- Georges Duhamel
- Daniel-Rops
- Jean de Fabrègues
- Philippe Lamour
- André Loizillon
- Alexandre Marc
- Gabriel Marcel
- Thierry Maulnier
- Jean-Pierre Maxence
- Emmanuel Mounier
- John Nicolétis
- Denis de Rougemont
- Louis Vallon